# Смит, Керр (футболист)
Керр Дэвид Смит (англ. Kerr David Smith; родился 12 декабря 2004) — шотландский футболист, защитник английского клуба «Астон Вилла».

## Клубная карьера
Уроженец Монтроза (округ Ангус), Керр начал играть в футбол в академии клуба «Брихин Сити». В 2014 году десятилетний Смит стал игроком футбольной академии «Данди Юнайтед». Осенью 2020 года проходил просмотр в английских клубах «Астон Вилла» и «Манчестер Юнайтед». Когда Смиту исполнилось 16 лет, он подписал свой первый профессиональный контракт. 21 февраля 2021 года дебютировал в основном составе «Данди Юнайтед» в матче шотландского Премьершипа против «Рейнджерс». 19 сентября 2021 года в игре против «Данди» стал самым молодым игроком в истории, сыгравшим в дерби Данди (на тот момент ему было 16 лет, 9 месяцев и 7 дней).
В январе 2022 года перешёл в английский клуб «Астон Вилла».

## Карьера в сборной
В 2021 году дебютировал в составе сборной Шотландии до 19 лет.